# Dujardinia
Dujardinia es un género de foraminífero bentónico considerado homónimo posterior de Cubanella Pelegrin-Franganillo, 1926, de estatus incierto, y sinónimo posterior de Neocarpenteria de la subfamilia Carpenteriinae, de la familia Victoriellidae, de la superfamilia Planorbulinoidea, del suborden Rotaliina y del orden Rotaliida. Su especie tipo era Cubanella cubana. Su rango cronoestratigráfico abarcaba el Priaboniense (Eoceno superior).

## Clasificación
Dujardinia incluía a la siguiente especie:
- Dujardinia mediterranea